# Goorloop (Grote Nete)
De Goorloop is een beek in de provincie Antwerpen.
De beek ontstaat in Heultje (Westerlo) door de samenvloeiing van twee kleinere beken. De beek stroomt daarna de gemeente Heist-op-den-Berg in waar het de grens vormt tussen de deelgemeente Wiekevorst en Bruggeneinde, hier voegen zich ook verschillende kleinere beken bij het geheel, waaronder de Leibeek. De totale lengte bedraagt 11 kilometer.